# Waggelwater
Waggelwater is een onderdeel van de Belgische stad Brugge, gelegen in het westen van de stad, in de deelgemeente Sint-Andries. Het stadsdeel bestaat uit een industrieterrein en een klein natuurgebied.

## Onduidelijke herkomst van de naam
Het is niet duidelijk waar de naam Waggelwater vandaan komt of wat hij precies betekent. Hij verschijnt vanaf 1811 als naam van een gehucht, soms in een adem genoemd met het nabijgelegen Scheepsdale. In 1821 wordt aldaar een herberg vermeld die Waggelwater heet. In 1838 blijkt er een lijmfabriek te staan, eveneens "bekend onder den naem van Waggelwater".

## Industrieterrein
Het industrieterrein is ongeveer 71 ha groot en wordt in het westen begrensd door de expresweg N31, in het noorden door het kanaal Brugge-Oostende, in het oosten begrensd door de spoorlijn 51 Brugge - Blankenberge en in het zuiden door de spoorlijn 50A Brugge - Oostende. Het terrein wordt verder ontsloten via de Bevrijdingslaan, die er dwars doorheen loopt en de N31 met de stadsring R30 verbindt.
De zone is in gebruik als zone voor ambachtelijke bedrijven, kleine en middelgrote ondernemingen en handel.

## Natuurgebied
Ter hoogte van het Waggelwater maakt het kanaal Brugge-Oostende een bocht. In 1912 wilde men die bocht rechttrekken en werd begonnen met het graven van de nieuwe kanaalbedding. De uitgegraven aarde werd deels gebruikt om de dijken van het nieuwe kanaalsegment op te werpen, en deels voor de nieuwe spoordijk van de lijn naar Blankenberge en Zeebrugge (die via een spoorbrug het kanaal Brugge-Oostende dwarst). Bij het uitbreken van de Eerste Wereldoorlog vielen de graafwerken stil, om na 1918 nooit meer hernomen te worden. Het terrein met het gedeeltelijk uitgegraven kanaal werd na 1920 bebost. Tijdens de aanleg van de N31 in de jaren zeventig van de vorige eeuw werd even overwogen deze rechttrekking alsnog te realiseren door een zandwinning voor de aanleg van de nieuwe autoweg. De kwaliteit van het zand was echter onvoldoende, zodat uiteindelijk de Sint-Pietersplas, iets noordelijker, werd uitgegraven.
Tegenwoordig is het een natuurgebied van iets minder dan 7 ha groot, geklemd tussen de industriezone en de bocht van het kanaal Brugge-Oostende. De gedeeltelijk verlande kanaalarm is nu een visvijver en broedplaats voor watervogels, de beboste oevers zijn wandel- en speelgebied met een grote natuurwaarde. Vanwege het beboste karakter wordt het natuurgebied ook vaak Waggelwaterbos genoemd. Dit natuurgebied wordt beheerd door het Agentschap voor Natuur en Bos.

## Straatnaam
"Waggelwater" is tevens de naam van de straat op de oever van het kanaal Brugge-Oostende, aan de noordkant van het industrieterrein en het natuurgebied. Daar bevinden zich onder meer het clublokaal van de Koninklijke Roeivereniging Brugge, vroeger Sport Nautique genaamd, en het kasteel Norenburg.
De straat Waggelwater dient niet te worden verward met de Waggelwaterstraat, een noord-zuidverbinding die de Oostendse Steenweg met de Dirk Martensstraat in het zuiden van Waggelwater verbindt.

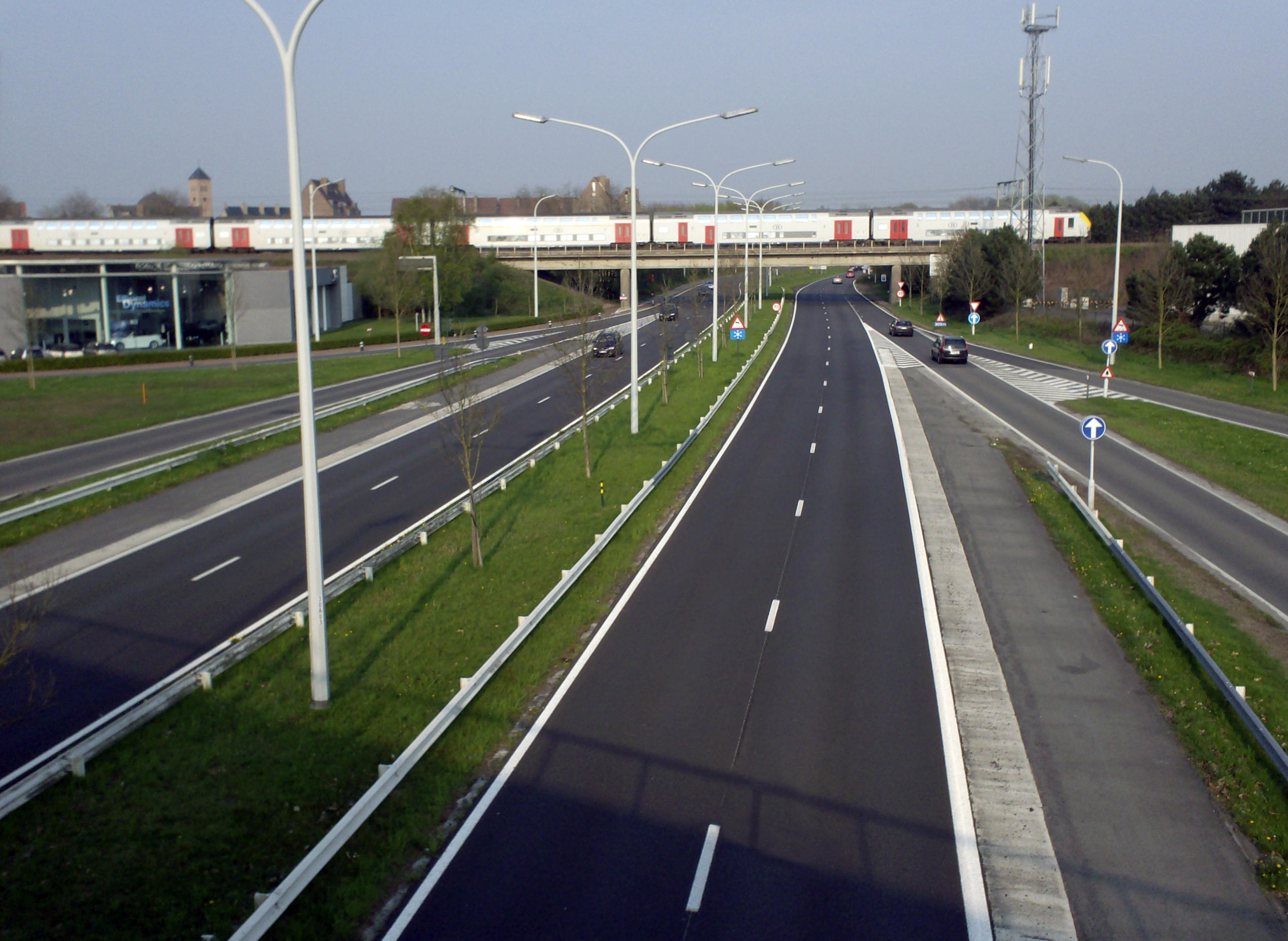
De Bevrijdingslaan N351 t.h.v. het industrieterrein Waggelwater. Kijkrichting: Kristus-Koning en Brugge-centrum.
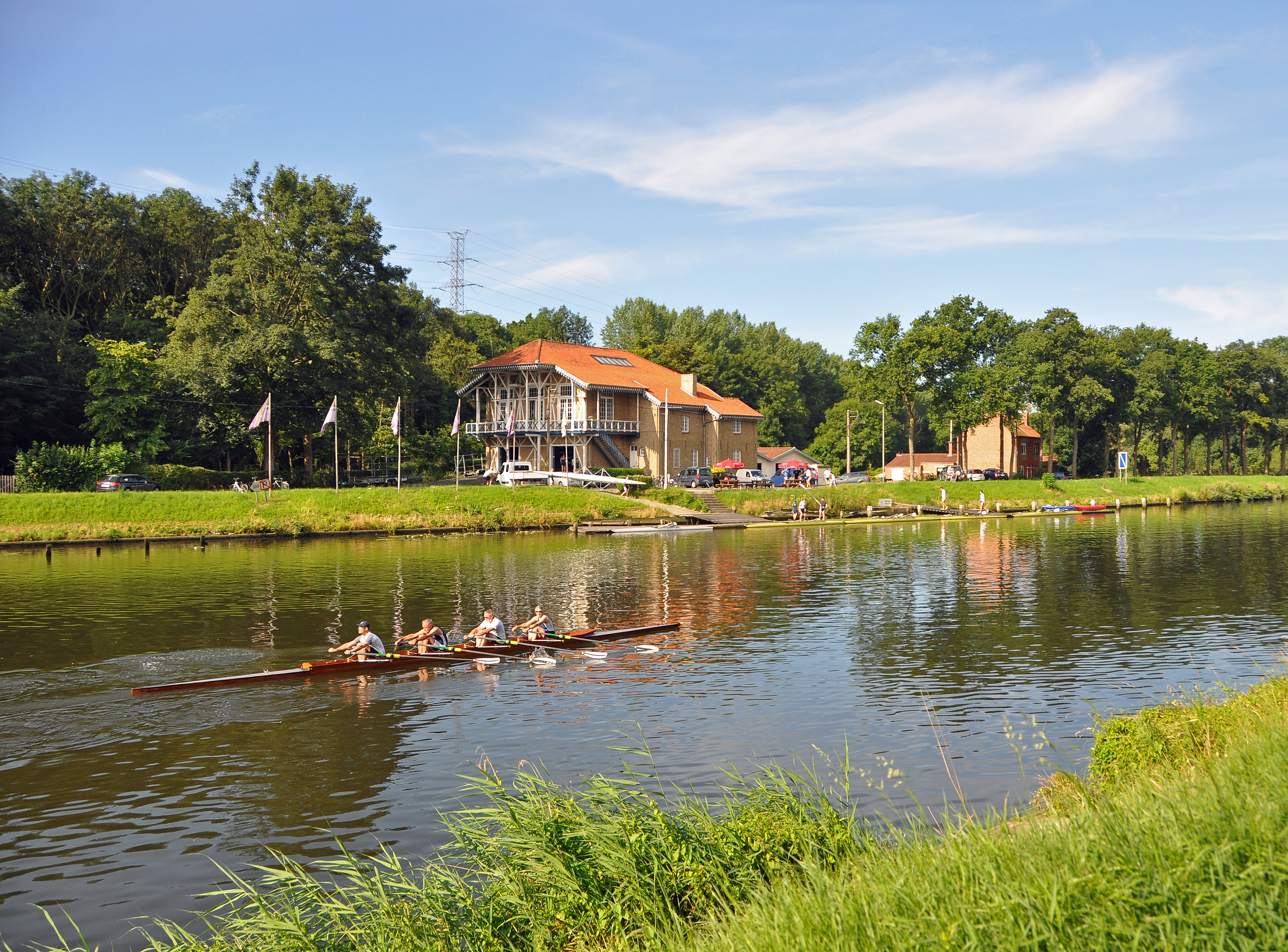
Het kanaal Brugge-Oostende, met aan de overzijde het clublokaal van de Brugse Roeiclub, vh. Sport Nautique, en daarachter het natuurgebied Waggelwater.
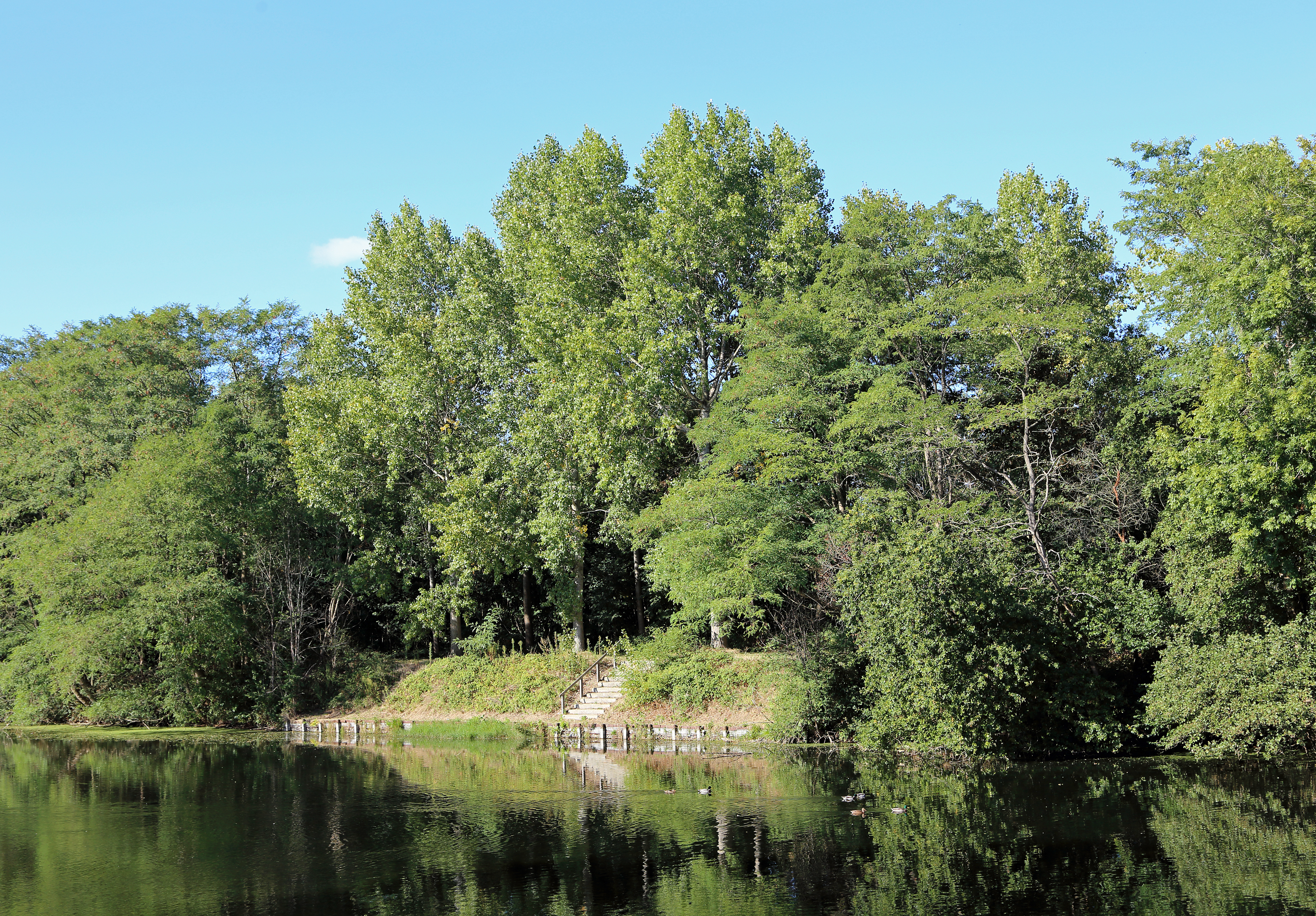
Natuurgebied Waggelwater. Op de voorgrond: de nooit voltooide kanaalarm, thans visvijver.
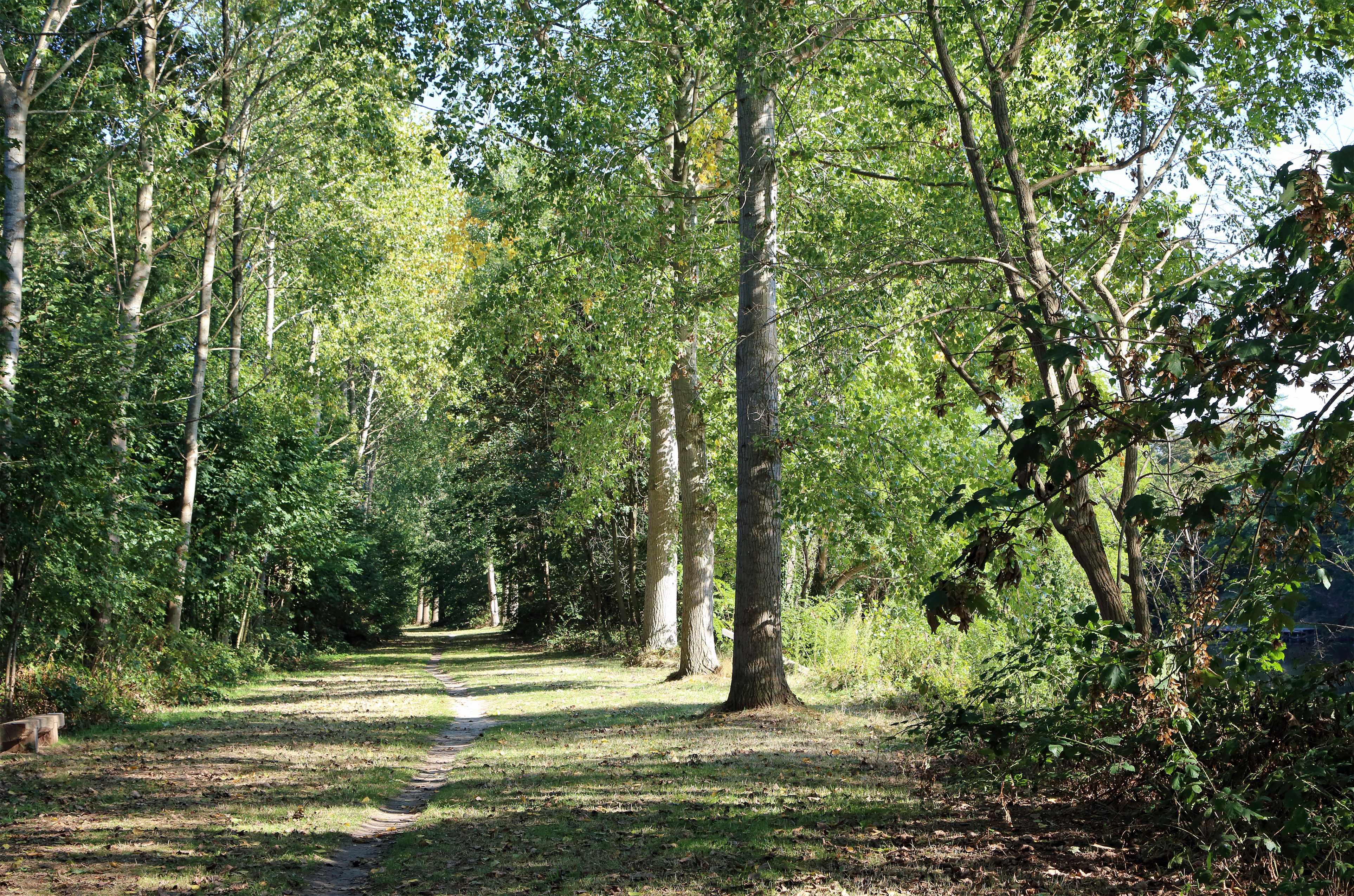
Natuurgebied Waggelwater: de beboste noordelijke oever van de kanaalarm.
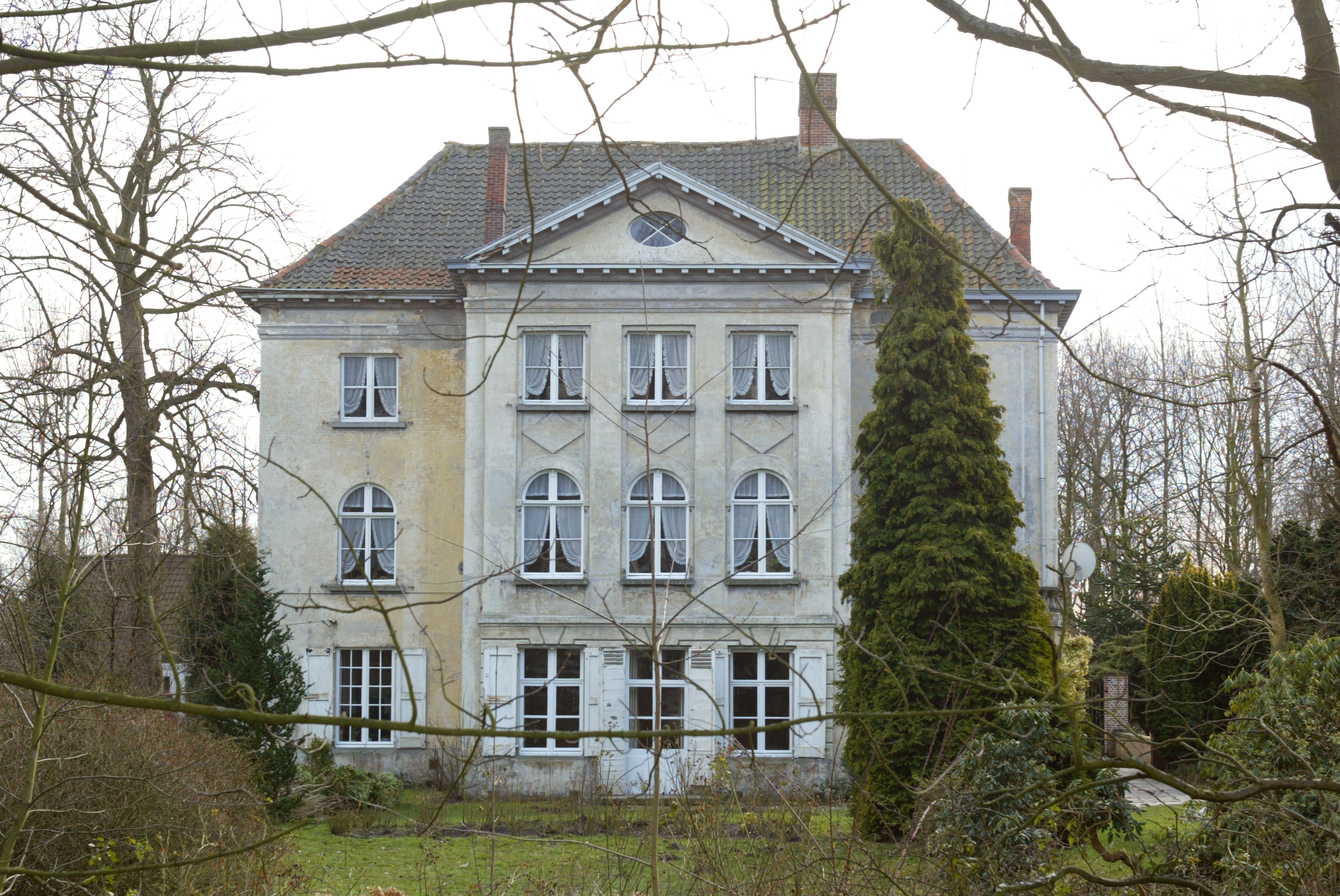
Het Kasteel Norenburg ten noorden van het Waggelwaterbos.

Deelgemeenten: Assebroek · Dudzele · Koolkerke · Lissewege · Sint-Andries · Sint-Kruis · Sint-Michiels

Zie ook: lijst van wijken en kernen in Brugge

Belgische gemeenten · Arrondissement Brugge · West-Vlaanderen · Vlaanderen